# Cronisti d'assalto
Cronisti d'assalto (The Paper) è un film statunitense del 1994 diretto da Ron Howard.

## Trama
A New York, due ragazzi neri, all'uscita da un fast food, fuggono spaventati alla vista di due bianchi assassinati in un'automobile. Tutti i giornali escono riportando questo delitto, tranne il The New York Sun che pubblica un servizio di Michael McDougal sull'inefficienza dell'assessore ai parcheggi Marion Sandusky, cosa che costringe il giornalista a dormire in ufficio con la pistola per timore di rappresaglie.
La riunione di redazione del mattino successivo è burrascosa, poiché il direttore Bernie White deve scegliere tra due diverse proposte: i bianchi uccisi o un incidente sulla metro. Mentre il cronista del "Sun" Henry Hackett deve decidere se accettare la proposta del quotidiano rivale "Sentinel", la moglie e collega Martha, incinta, preme perché Henry dedichi più tempo a lei ed al nascituro, accettando il lavoro al "Sentinel". Il caporedattore Alicia Clark, che incontra segretamente l'amante in un hotel e vuole un aumento, vuol mettere in prima pagina il titolo "Beccati" riferito ai due ragazzi neri appena arrestati. Ma McDougal, con buoni contatti alla polizia, sospetta l'arresto-bluff. Henry ruba al direttore del "Sentinel" (durante il colloquio di lavoro che avrebbe dovuto sancire il suo trasferimento) lo scoop su di una banca, la Sidona, collegata al delitto. Martha, grazie ad un contatto al Dipartimento, scopre che i due uccisi, funzionari della stessa, avevano dilapidato 5 milioni di dollari dell'azionista maggioritario, il boss malavitoso D'Onofrio.
Poiché i ragazzi neri stanno per essere incarcerati, Henry manda la fotografa Robin a immortalarli; litiga col direttore del "Sentinel" infuriato per il tiro mancino da lui fatto e, sottraendosi a una cena con genitori e consorte, va con McDougal da un poliziotto che conferma la tesi innocentista circa i due ragazzi neri. Ma Alicia insiste per il suo titolo e si accapiglia con Henry che vuol fermare le rotative per cambiarlo. Bernie intanto in un bar solidarizza senza riconoscerlo con l'assessore Sandusky, ma quando questi vede entrare Alicia con McDougal, lo assale, e sottrattagli la pistola fa partire accidentalmente un colpo che ferisce Alicia alla gamba. Mentre Martha ha un'emorragia e viene ricoverata nello stesso ospedale dove è stata ricoverata Alicia, la donna telefona in extremis per cambiare il titolo. Martha mette al mondo, col cesareo, un figlio; i due ragazzi neri vengono rilasciati: il "Sun" ha ancora una volta detto la verità.

## Riconoscimenti
- 1995 - Premio Oscar
  - Candidatura alla miglior canzone (Make Up Your Mind) a Randy Newman